# Cantón de Le Mans-Norte-Campiña
El cantón de Le Mans-Norte-Campiña era una división administrativa francesa, que estaba situada en el departamento de Sarthe y la región de Países del Loira.

## Composición
El cantón estaba formado por tres comunas, más una fracción de la comuna que le daba su nombre:
- Coulaines
- Le Mans (fracción)
- Neuville-sur-Sarthe
- Saint-Pavace

## Supresión del cantón de Le Mans-Norte-Campiña
En aplicación del Decreto nº 2014-234 de 24 de febrero de 2014, el cantón de Le Mans-Norte-Campiña fue suprimido el 22 de marzo de 2015 y sus 4 comunas pasaron a formar parte; dos del nuevo cantón de Bonnétable, una del nuevo cantón de Le Mans-4 y la fracción de la comuna que le daba su nombre pasó a formar parte de los cantones de Le Mans-3 y Le Mans-4.